# Микулич, Божо
Божо Микулич (хорв. Božo Mikulić; 31 января 1997 года, Сплит, Хорватия) — хорватский футболист, центральный защитник албанского клуба «Партизани».

## Клубная карьера
Воспитанник клуба «Сплит» из родного города. Впервые в заявку попал 12 декабря 2014 года на гостевой матч против «Задара». Будучи капитаном молодёжной командой команды, зимой 2016 года перешёл в клуб Первой лиги «Имотски» на правах аренды до конца сезона. Дебютировал 27 февраля в гостевой игре с «Дугополе», выйдя в стартовом составе и забив гол. По возвращении из аренды начал постоянно попадать в заявку, а 5 августа дебютировал в гостевом матче против «Славена», заменив на 92-й добавленной минуте Элиса Бакая. Впервые в стартовом составе вышел 10 сентября в игре с «Истрой». Быстро стал основным игроком обороны, в матчах полуфинала Кубка Хорватии против загребского «Динамо» даже выходил с капитанской повязкой, однако не смог помочь клубу избежать вылета в Первую лигу.
1 сентября 2017 года было официально объявлено о переходе Микулича в «Сампдорию». Трансфер обошёлся генуэзскому клубу в 300 тысяч евро, прописанных в клаусуле. За основную команду так и не дебютировал, проведя 23 матча и забив 2 гола за молодёжную команду клуба в Примавере.
15 июня 2018 года на правах свободного агента присоединился к «Хайдуку» из родного Сплита, подписав трёхлетний контракт. Дебютировал 2 августа в ответном гостевом матче второго круга квалификации Лиги Европы против софийской «Славии», выйдя в стартовом составе. В чемпионате впервые сыграл 5 августа в домашнем матче против «Локомотивы». Закрепиться в составе у Микулича не получилось; после зимнего перерыва он всего раз вышел на поле. Поэтому 7 августа 2019 года на правах аренды до конца сезона он перешёл в «Славен Белупо». Дебютировал 12 сентября в гостевой игре с «Интером» из Запрешича, выйдя в стартовом составе. 29 ноября в домашнем матче против этого же клуба забил первый гол за клуб, а в 15 декабря в гостевой игре с «Осиеком» оформил первый в карьере дубль из результативных действий, отдав две голевые передачи. 9 февраля 2020 года в гостевой встрече с «Риекой» получил первую в карьере красную карточку.
24 августа 2021 года на правах свободного агента перешёл в клуб итальянской Серии С «Мессина», подписав двухлетний контракт. Дебютировал 4 сентября в домашнем матче против «Палермо», выйдя на замену на 76-й минуте. Впервые в стартовом составе вышел 9 октября в домашней игре с «Монтерози».
17 февраля 2022 года перешёл в «Ауду», только поднявшуюся в Высшую лигу. Дебютировал 13 марта в гостевом матче против «Метты», выйдя в стартовом составе. 2 апреля отметился первым результативным действием, отдав передачу на гол Марко Стольника в ворота «Тукумса». 11 июля в матче 1/8-финала Кубка Латвии против «Даугавпилса» забил первый гол за клуб. По итогам того розыгрыша «Ауда» стала обладателем кубка, что стало первым трофеем в истории клуба, а также в карьере Микулича. Кроме того, победа в турнире позволила «зелёно-чёрным», занявшим пятое место в чемпионате, принять участие в квалификации Лиги Конференций, где латыши вылетели во втором круге от трнавского «Спартака»; на ответный гостевой матч хорват выводил команду в роли капитана. В сезоне 2023 «Ауда» завоевала бронзовые медали чемпионата, а Микулич покинул команду.
1 февраля 2024 года было официально объявлено о трансфере защитника в албанский «Партизани».

## Карьера в сборной
Выступал за молодёжные сборные Хорватии. В составе сборной до 19 лет принимал участие в отборе к чемпионату Европы 2015.

## Достижения

### Командные
«Ауда»
- Обладатель Кубка Латвии: 2023